# 선하현
선하현(베트남어: Huyện Sơn Hà / 縣山河)은 베트남 남중부 지방 꽝응아이성의 현이다.

## 행정 구역
선하현은 1시진, 11사를 관할하고 있다.

### 시진
- 질랑 시진 (Thị trấn Di Lăng, 夷陵市鎭)

### 사
- 선바 사 (Xã Sơn Ba, 山波社)
- 선바오 사 (Xã Sơn Bao, 山包社)
- 선까오 사 (Xã Sơn Cao, 山高社)
- 선장 사 (Xã Sơn Giang, 山江社)
- 선하 사 (Xã Sơn Hạ, 山下社)
- 선하이 사 (Xã Sơn Hải, 山海社)
- 선끼 사 (Xã Sơn Kỳ, 山岐社)
- 선린 사 (Xã Sơn Linh, 山靈社)
- 선냠 사 (Xã Sơn Nham, 山岩社)
- 선타인 사 (Xã Sơn Thành, 山城社)
- 선트엉 사 (Xã Sơn Thượng, 山上社)
- 선투이 사 (Xã Sơn Thủy, 山水社)
- 선쭝 사 (Xã Sơn Trung, 山中社)